# Gangneung Oval

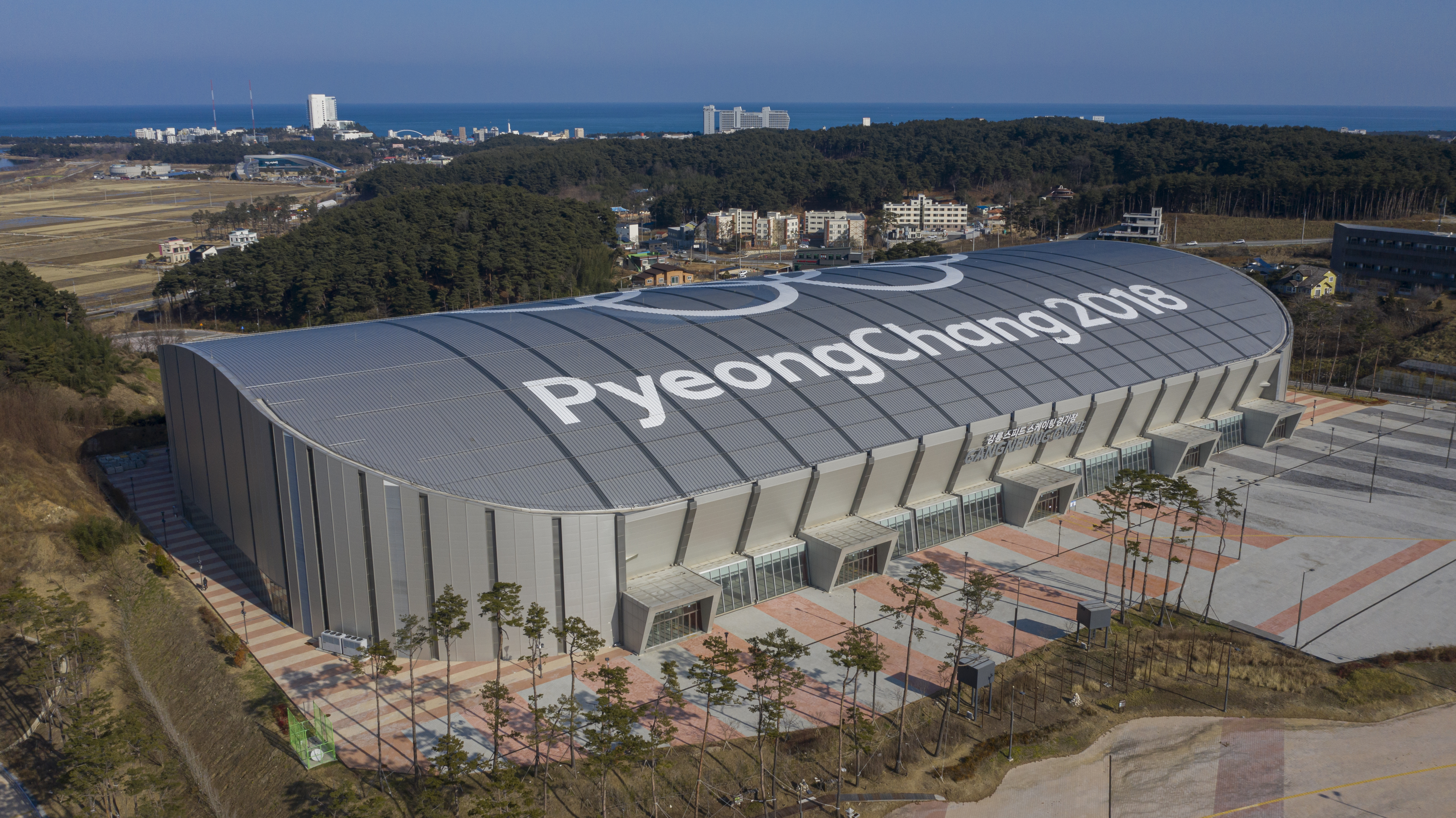
Vista aérea do Gangneung Oval em 2018

Gangneung Oval (em coreano: 강릉 스피드 스케이팅 경기장) é uma rinque de patinação de velocidade, localizado na cidade costeira de Gangneung, na Coreia do Sul.
Foi a sede da patinação de velocidade nos Jogos Olímpicos de Inverno de 2018. No seu interior há uma pista dupla de 400 metros com capacidade para 8 000 espectadores, com dois andares acima do solo e outros dois subterrâneos. Sua construção começou em outubro de 2014 e foi concluída em março de 2017. Nos Jogos Olímpicos de Inverno da Juventude de 2024, recebeu não só a patinação de velocidade, como ficou com um dos segmentos da cerimônia de abertura.
O plano original era construir o local no Parque Científico de Gangneung (Gangneung Science Park), mas por causa do espaço limitado devido ao número de empresas locais aproveitando a oportunidade para se mudar, o oval foi construído no Parque Olímpico de Gangneung, nas proximidades da Arena de Gelo Gangneung e do Centro de Hóquei Gangneung.